# Dvorac Tkalec
 Ovo je glavno značenje pojma Dvorac Tkalec. Za druga značenja pogledajte Tkalec (razdvojba).
Dvorac Tkalec smješten je na krajnjem sjeverozapadnom rubu Međimurske županije, u neposrednoj blizini naselja Robadje i nedaleko od gradića Štrigove u istoimenoj općini, blizu granice s Republikom Slovenijom.         
Izgrađen je polovicom 18. stoljeća, prvotno kao majur, i bio u vlasništvu štrigovskih pavlina sve dok austrijski car Josip II. godine 1786. nije ukinuo red. Budući da su se od pamtivijeka na okolnim pitomim međimurskim brežuljcima nalazili brojni vinogradi, i svi njegovi vlasnici bavili su se prvenstveno uzgajanjem vinove loze.
Povijesni izvori govore da je polovicom 19. stoljeća Tkalec bio kurija grofova Zichy, koji su imali posjede u susjednom slovenskom Prekmurju. Prije osamostaljenja Hrvatske 1990. godine, Tkalecom je upravljao Poljoprivredno–zadružni kombinat iz Čakovca, a nakon toga je on privatiziran.
Sam objekt dvorca je građevina izgrađena u kasnobaroknom stilu, s dugim trijemom i nizom arkada na jugoistočnoj strani. U prostranom podrumu sačuvana je drvena preša za grožđe ogromnih dimenzija iz 1858. godine. Nakon što je vlasnikom postala čakovečka poduzetnička obitelj Počuča, Tkalec je prije nekoliko godina, zajedno s okolišem, temeljito obnovljen i danas svojom ljepotom i visokim položajem dominira cijelim područjem. S njega puca pogled na velik dio Gornjeg Međimurja. 
Zanimljivo je da se u prošlosti dugo smatralo da je visoki brijeg Kalec, odnosno njegov vrh popularno nazvan "Mađerkin breg", na čijem se sjeveroistočnom dijelu nalazi dvorac, zapravo „krov“ Međimurja, to jest najviša apsolutna točka nadmorske visine u ovom kraju, ali je ipak preciznim mjerenjima utvrđeno da je to vrh Mohokos. Na "Mađerkinom bregu" se nalazi novoizgrađeni visoki drveni vidikovac s pratećim sadržajima.

## Vanjske poveznice
- Fotografija dvorca Tkalec s istočne strane  Arhivirana inačica izvorne stranice od 25. veljače 2021. (Wayback Machine)
- Popis zaštićenih spomenika kulturne baštine Međimurske županije  Arhivirana inačica izvorne stranice od 10. listopada 2007. (Wayback Machine)